# Helen Wainwright
Helen Wainwright (Estados Unidos, 15 de marzo de 1906-Nueva York, 11 de octubre de 1965) fue una nadadora estadounidense especializada en pruebas de estilo libre media distancia, donde consiguió ser subcampeona olímpica en 1924 en los 400 metros.

## Carrera deportiva

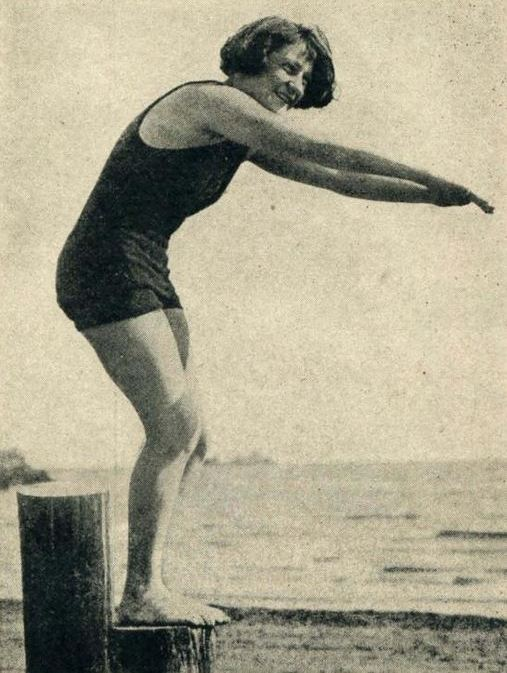

En los Juegos Olímpicos de París 1924 ganó la medalla de plata en los 400 metros estilo libre, tras su compatriota Martha Norelius; y también ganó la plata en el salto de trampolín de 3 metros.